# Bicicleta, cuchara, manzana
Bicicleta, cuchara, manzana (en catalán: Bicicleta, cullera, poma) es una película de Carles Bosch. El filme recoge el proceso vital y la lucha de Pasqual Maragall y su familia contra el alzhéimer, una terrible enfermedad de nuestro tiempo que afecta a millones de personas en todo el mundo. Precisamente, "bicicleta", "cuchara" y "manzana" son tres palabras que se utilizan en la exploración clínica de la memoria a corto plazo.
La cámara del director Carles Bosch ha seguido durante dos años a Maragall y a su familia en su vida cotidiana: visitas al neurólogo, escenas familiares en su masía de Rupià, la celebración de la victoria de Obama en la sede del Partido Demócrata de Nueva York, a la que Maragall asistió como invitado y reuniones del Patronato de la Fundación Pasqual Maragall para la investigación sobre el alzhéimer.
La película se proyectó por primera vez en el Festival Internacional de Cine de San Sebastián 2010, donde formó parte de la Sección Oficial Fuera de Competición. Entre otros galardones, ha conseguido el Premio a la mejor película documental en la XXV edición de los Premios Goya.

## Sinopsis
En otoño de 2007, a Pasqual Maragall, expresidente de la Generalidad de Cataluña y exalcalde de Barcelona, se le diagnostica que padece la enfermedad de Alzheimer. algo que hace público el 20 de octubre. Tras el duro golpe, él y su familia inician una cruzada contra la enfermedad, y desde el primer paso, esta película se convierte en testigo de excepción. Con inteligencia, sinceridad y buen humor, Maragall se deja retratar junto a su familia y los médicos para dejar constancia del día a día de su lucha personal. Dos años de seguimiento a un paciente excepcional dispuesto a que los científicos encuentren la cura antes de que la cifra de 26 millones de enfermos en el mundo se multiplique por 10.

## Premios
- Gaudí a la mejor película documental (2011)
- Goya al mejor documental (2011)